# Freie Wähler Köln
Die Freien Wähler Köln (FWK; vormals Kölner Bürger Bündnis, KBB) sind eine Wählergruppe aus Köln. Sie waren ab 2004 im Kölner Stadtrat vertreten.

## Programmatik
Die Wählergruppe sieht sich entsprechend des Grundsatzprogramms von Parteien und übergeordneten Strukturen differenziert. Im Vordergrund stehen flächendeckender Ausbau der wohnortnahen medizinischen Versorgung und eine Modernisierung der Flächenbewirtschaftung der Stadt Köln.

## Personen
Gegründet im Frühjahr 2004 und mit Andreas Henseler an der Spitze, gelang bei der Kommunalwahl im September 2004 der Einzug in den Kölner Stadtrat und in drei Bezirksvertretungen. Henseler war bis 2002 Schuldezernent der Stadt Köln und wechselte auf den Posten des Geschäftsführers des Odysseums. Weiteres Mitglied ist die ehemalige SPD-Stadtverordnete Anita Cromme, die ihr Ratsmandat 2006 abgegeben hat, jedoch 2009 als Spitzenkandidatin für die Bezirksvertretung Köln-Mülheim kandidierte. Durch Austritt der Abgeordneten Petra May verfügte die Gruppe ab Dezember 2006 nur noch über ein Mandat im Rat der Stadt. Bei der Wahl zum Oberbürgermeister 2009 stellten die Freien Wähler Köln mit Martin Müser einen eigenen Kandidaten. Er erreichte ein Ergebnis von 1,71 % der Stimmen.
Bei der Kommunalwahl in Nordrhein-Westfalen 2014 erlangten die Freien Wähler Köln 0,85 % der Stimmen und damit einen Sitz im Rat der Stadt Köln. Nachdem Martin Müser bei einer Jahreshauptversammlung sein Ratsmandat niedergelegt hatte, trat Klaus Hoffmann seine Nachfolge an. 2013 legte Hoffmann sein Mandat nieder, um die Tätigkeit als neu gewählter Vorsitzender des Stadtsportbundes wahrnehmen zu können. Das Ratsmandat übernahm Andreas Henseler. Ab 2016 nahm Walter Wortmann, bisher stellvertretender Vorstandssprecher und Sprecher für den Stadtbezirk Rodenkirchen, als Nachfolger im Rat das Einzelmandat von Henseler bis zur nächsten Kommunalwahl wahr. Er ist jedoch mittlerweile bei den Freien Wählern ausgetreten.
Im Kölner Süden saß Torsten Ilg für die FWK in der Bezirksvertretung Köln-Rodenkirchen. In der Bezirksvertretung Köln-Lindenthal waren die FWK durch Rolf Kremers vertreten. Sowohl Ilg als auch Kremers waren als Vertreter der AfD in die jeweiligen Bezirksvertretungen gewählt worden, haben diese Partei jedoch mittlerweile verlassen.
Im März 2021 wurde Klaus Wefelmeier zum neuen Vorsitzenden gewählt und löste Peter Funk ab; stellvertretender Vorsitzender blieb Horst Jarre. Schatzmeister ist nun Martin Klein, die Revisoren sind Klaus Hoffmann und Monika Jarre.
Im Oktober 2021 wurde in Köln die Bezirksvereinigung Mittelrhein der Partei Freie Wähler gegründet. Deren Vorsitzender wurde Torsten Ilg, der zugleich auch Mitglied der Kölner Wählergruppe Freie Wähler FWK geblieben ist.
| Wahl | Rat der Stadt | Rat der Stadt | Rat der Stadt | Bezirks- vertreter |
| ---- | ------------- | ------------- | ------------- | ------------------ |
| Wahl | %             | Wähler        | Sitze         | Bezirks- vertreter |
| 2004 | 1,72 %        | 6.027         | 2 von 90      | 3 von 171          |
| 2009 | 1,45 %        | 5.344         | 1 von 90      | 0 von 171          |
| 2014 | 0,85 %        | 3.358         | 1 von 90      | 0 von 171          |
| 2020 | 0,60 %        | 2.501         | 1 von 90      | von 171            |